# Речная Сосновка
Речная Сосновка — деревня в Шекснинском районе Вологодской области.
Входит в состав сельского поселения Чуровского, с точки зрения административно-территориального деления — в Чуровский сельсовет.
Расстояние по автодороге до районного центра Шексны — 14 км, до центра муниципального образования Чуровского — 5 км. Ближайшие населённые пункты — Малинуха, Гологузка, Мышкино.
По переписи 2002 года население — 27 человек (12 мужчин, 15 женщин). Всё население — русские.